# Мичел Лангерак
Мичел Џејмс Лангерак (енгл. Mitchell James Langerak; 22. август 1988) аустралијски је фудбалер који игра на позицији голмана и тренутно наступа за Нагоју Грампус.

## Каријера
Током каријере играо је за Борусија Дортмунд, Штутгарт и многе друге клубове.

## Репрезентација
За репрезентацију Аустралије дебитовао је 2013. године, наступао и на Светском првенству 2014. године. За национални тим одиграо је 8 утакмица.

## Статистика
| Аустралија | Аустралија | Аустралија |
| Год.       | Ута.       | Гол.       |
| ---------- | ---------- | ---------- |
| 2013       | 2          | 0          |
| 2014       | 3          | 0          |
| 2015       | 1          | 0          |
| 2016       | 0          | 0          |
| 2017       | 2          | 0          |
| Укупно     | 8          | 0          |